# Ang Lee
Ang Lee (李安; Pinyin: Lǐ Ān; Pingtung, 23 ottobre 1954) è un regista, sceneggiatore e produttore cinematografico taiwanese.
La maggior parte dei suoi film analizzano il rapporto tra la modernità e la tradizione. Per le sue opere è stato insignito di molti premi: due Oscar alla migliore regia per I segreti di Brokeback Mountain e Vita di Pi; l'Oscar come miglior film straniero nel 2001 per La tigre e il dragone; di due Orsi d'Oro per Il banchetto di nozze e Ragione e sentimento e di due Leoni d'Oro al miglior film per I segreti di Brokeback Mountain e Lussuria - Seduzione e tradimento. 
Oltre a questi vanno aggiunti ben 4 Golden Globe: due per la regia (La tigre e il dragone e I segreti di Brokeback Mountain), il premio per il miglior film straniero con La tigre e il dragone e il premio come miglior film drammatico con Ragione e sentimento.

## Biografia
Dopo essersi diplomato nel 1975 al National Taiwan College of Arts, Lee decide di trasferirsi negli Stati Uniti nel 1978, alla ricerca di fortuna. Ottiene il diploma in teatro all'Università dell'Illinois e si iscrive a quella di New York, dove studia produzione cinematografica. Il suo film d'esordio è Pushing Hands, che narra le vicende di un ex-maestro di Tai chi che va a vivere a New York con la famiglia del figlio. L'anno seguente, il suo film successivo, Il banchetto di nozze, vince l'Orso d'oro al Festival di Berlino. Queste due opere, insieme alla seguente, Mangiare bere uomo donna, che ottiene una nomination all'Oscar 1994, costituisce una sorta di trilogia denominata Father knows best.
Nel 1995 dirige l'adattamento cinematografico di Ragione e sentimento, tratto dal libro di Jane Austen; la pellicola conquista addirittura sette nomination all'Oscar, un Golden Globe come "miglior film" e, nuovamente, l'Orso d'oro a Berlino. Il film seguente è il drammatico Tempesta di ghiaccio, sull'insoddisfazione di due famiglie statunitensi al tempo dello scandalo Watergate, al quale segue Cavalcando col diavolo, dedicato alle vicende della Guerra di secessione americana.
Nel 2000 è la volta di La tigre e il dragone, un wuxia, ovvero un film d'arti marziali, visionario, ambientato nella Cina del XIX secolo. Il film riscuote un ottimo successo, sia di pubblico che di critica, e diventa all'epoca il film non in lingua inglese con il maggior incasso della storia del cinema. Gran parte di questo successo è dovuto alle coreografie acrobatiche del maestro Yuen Wo Ping (anche autore dei combattimenti di Matrix). La pellicola vince l'Oscar ed il Golden Globe come "miglior film straniero". La sua produzione seguente è un vero kolossal, sull'onda della mania per i film dedicati ai supereroi, scoppiata dopo il primo Spider-Man, Hulk (2003), che non riscuote, però, il successo sperato.
Nel 2005 torna al successo con I segreti di Brokeback Mountain, un lungometraggio dedicato all'amore omosessuale di due cowboy. Il film vince il Leone d'oro al miglior film alla 62ª Mostra internazionale d'arte cinematografica di Venezia e numerosi altri premi, tra cui 3 Premi Oscar e 4 Golden Globe 2006; tra questi, Lee si è aggiudicato anche il Golden Globe per il miglior regista e l'Oscar al miglior regista. A soli due anni di distanza, nel 2007, torna ad aggiudicarsi il Leone d'oro per il miglior film con Lussuria - Seduzione e tradimento alla 64ª Mostra internazionale d'arte cinematografica di Venezia. Dopo aver diretto Motel Woodstock, basato su un romanzo autobiografico di Elliot Tiber, è Presidente di Giuria alla 66ª Mostra internazionale d'arte cinematografica di Venezia. Il 24 febbraio 2013 ottiene il suo terzo Oscar, in questo caso come migliore regista per Vita di Pi, vincitore nella serata di 4 premi.

### Vita privata
Dal 1983 è sposato con la biologa Jane Lin, dalla quale ha avuto due figli: Haan (1984) e Mason (1990). La famiglia vive a New York.

## Filmografia

### Regista
- Pushing Hands (Tui shou) (1992)
- Il banchetto di nozze (Hsi yen) (1993)
- Mangiare bere uomo donna (Yin shi nan nu) (1994)
- Ragione e sentimento (Sense and Sensibility) (1995)
- Tempesta di ghiaccio (The Ice Storm) (1997)
- Cavalcando col diavolo (Ride with the Devil) (1999)
- La tigre e il dragone (Wo hu cang long) (2000)
- Hulk (2003)
- I segreti di Brokeback Mountain (Brokeback Mountain) (2005)
- Lussuria - Seduzione e tradimento  (Se, jie) (2007)
- Motel Woodstock (Taking Woodstock) (2009)
- Vita di Pi (Life of Pi) (2012)
- Billy Lynn - Un giorno da eroe (Billy Lynn's Long Halftime Walk) (2016)
- Gemini Man (2019)

### Sceneggiatore
- Pushing Hands (Tui shou) (1992)
- Il banchetto di nozze (Hsi yen) (1993)
- Mangiare bere uomo donna (Yin shi nan nu) (1994)
- Shao Nu xiao yu (1995)
- Tortilla Soup (2001)

### Produttore
- La tigre e il dragone (Wo hu cang long) (2000)
- Vita di Pi (2012)
- Billy Lynn - Un giorno da eroe (Billy Lynn's Long Halftime Walk) (2016)

### Documentari
- I Am Heath Ledger, regia di Derik Murray e Adrian Buitenhuis (2017)

## Premi e candidature
Premio Oscar
- 2001 – Candidatura al miglior film per La tigre e il dragone
- 2001 – Candidatura al miglior regista per La tigre e il dragone
- 2006 – Miglior regista per I segreti di Brokeback Mountain
- 2013 – Candidatura al miglior film per Vita di Pi
- 2013 – Miglior regista per Vita di Pi

Golden Globe
- 1994 – Candidatura al miglior film straniero per Il banchetto di nozze
- 1995 – Candidatura al miglior film straniero per Mangiare bere uomo donna
- 1996 – Candidatura al miglior regista per Ragione e sentimento
- 2001 – Miglior film straniero per La tigre e il dragone
- 2001 – Miglior regista per La tigre e il dragone
- 2006 – Miglior regista per I segreti di Brokeback Mountain
- 2008 – Candidatura al Miglior film straniero per Lussuria - Seduzione e tradimento
- 2013 – Candidatura al miglior regista per Vita di Pi

British Academy Film Awards
- 1995 – Candidatura al miglior film non in lingua inglese per Mangiare bere uomo donna
- 1996 – Miglior film internazionale per Ragione e sentimento
- 1996 – Candidatura al miglior regista per Ragione e sentimento
- 2001 – Miglior film non in lingua inglese per La tigre e il dragone
- 2001 – Candidatura al miglior film internazionale per La tigre e il dragone
- 2001 – Miglior regista per La tigre e il dragone
- 2006 – Miglior regista per I segreti di Brokeback Mountain
- 2008 – Candidatura al miglior film non in lingua inglese per Lussuria - Seduzione e tradimento
- 2013 – Candidatura al miglior film internazionale per Vita di Pi
- 2013 – Candidatura al miglior regista per Vita di Pi
- 2016 – John Schlesinger Britannia Award per eccellenza alla regia

Independent Spirit Awards
- 1994 – Candidatura al miglior film per Il banchetto di nozze
- 1994 – Candidatura al miglior regista per Il banchetto di nozze
- 1994 – Candidatura alla miglior sceneggiatura per Il banchetto di nozze
- 1995 – Candidatura al miglior regista per Mangiare bere uomo donna
- 1995 – Candidatura alla miglior sceneggiatura per Mangiare bere uomo donna
- 2001 – Miglior film per La tigre e il dragone
- 2001 – Miglior regista per La tigre e il dragone
- 2006 – Miglior regista per I segreti di Brokeback Mountain

Critics' Choice Awards
- 1996 – Miglior film per Ragione e sentimento
- 2001 – Candidatura al miglior film per La tigre e il dragone
- 2001 – Miglior film straniero per La tigre e il dragone
- 2006 – Miglior film per I segreti di Brokeback Mountain
- 2006 – Miglior regista per I segreti di Brokeback Mountain
- 2008 – Candidatura al miglior film straniero per Lussuria - Seduzione e tradimento
- 2013 – Candidatura al miglior film per Vita di Pi
- 2013 – Candidatura al miglior regista per Vita di Pi

Festival di Berlino
- 1993 – Orso d'Oro per Il banchetto di nozze
- 1996 – Orso d'Oro per Ragione e sentimento

Mostra internazionale d'arte cinematografica di Venezia
- 2005 – Leone d'oro al miglior film per I segreti di Brokeback Mountain
- 2007 – Leone d'oro al miglior film per Lussuria - Seduzione e tradimento

Directors Guild of America Award
- 1996 – Candidatura al miglior film per Ragione e sentimento
- 2001 – Miglior film per La tigre e il dragone
- 2006 – Miglior film per I segreti di Brokeback Mountain
- 2013 – Candidatura al miglior film per Vita di Pi